# وجودية إلحادية
الوجودية الإلحادية (بالإنجليزية: Atheistic existentialism)‏ هي نوع من الوجودية التي انحرفت بشدة عن الأعمال الوجودية المسيحية لسورين كيركغور وتطورت في سياق وجهة نظر إلحادية للعالم. قدمت فلسفات سورين كيركغور وفريدريك نيتشه الأساس النظري للوجودية في القرن التاسع عشر، على الرغم من أن وجهات نظرهم المختلفة حول الدين أثبتت أنها ضرورية لتطوير أنواع بديلة من الوجودية. اعترف بالوجودية الإلحادية رسميًا بعد نشر جان بول سارتر لكتاب الوجود والعدم عام 1943، وألمح إليها سارتر لاحقًا صراحةً في كتابه الوجودية مذهب إنساني عام 1946.